# 船田宗男
船田 宗男（ふなだ むねお、1942年9月30日 - ）は、フジテレビ元・解説委員長。群馬県中之条町出身。1967年早稲田大学第一文学部卒業後、フジテレビ入社。一貫して報道畑。首相官邸、自民党、外務省等の記者クラブに在籍し、キャップを歴任。その後、報道局政経部長、報道局報道センター室長等を経て、1994年に解説委員長に就任。役員待遇解説委員主幹を経て、2001年から行革断行評議会委員に就任。
大学では雄弁会に所属。同郷の小渕恵三第84代内閣総理大臣と友好関係につながり、小渕の選挙のたびに応援に駆けつけるほどの濃密な人間関係を築き、また、地元の県議や有権者とのパイプ役としても活躍した。

## 関係文献
- 「小説早稲田大学　永田町の都の西北」大下英治
- 「凡宰伝」佐野眞一